# Espere por mim, papai (foto)

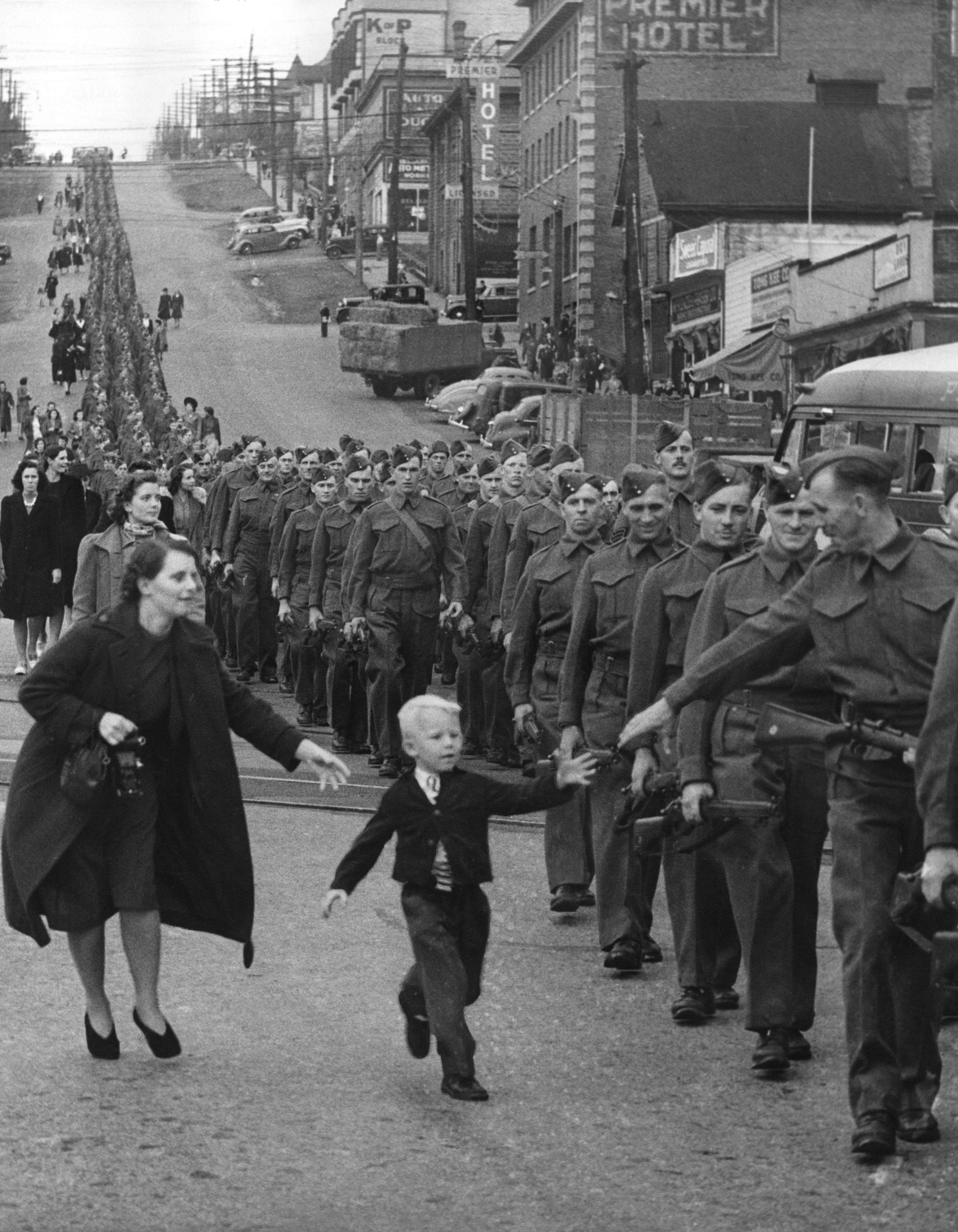
"Espere por mim, papai": British Columbia Regiments marchando em New Westminster 1940.

Espere por mim, papai é uma foto tirada por Claude P. Dettloff em 1º de outubro de 1940, do Regimento da Colúmbia Britânica (os próprios rifles do duque de Connaught) marchando pela Eighth Street no cruzamento da Columbia Street, New Westminster, British Columbia. Enquanto Dettloff tirava a foto, Warren "Whitey" Bernard fugiu de sua mãe para seu pai, o soldado Jack Bernard. A imagem recebeu ampla exposição e foi utilizada em campanhas de títulos de guerra.

## A marcha e a fotografia
Descendo a Eighth Street em New Westminster, o fotógrafo canadense Claude P. Dettloff, do jornal The Province, se posicionou para fotografar toda a coluna marchando colina abaixo. Enquanto se preparava para tirar a foto, ele viu um menino correndo para a estrada; Espere por mim, papai captura a imagem do menino Warren "Whitey" Bernard, de cinco anos, fugindo do alcance de sua mãe para seu pai.